# Where's That Fire?
Where's That Fire? is een komische film uit 1940, met het trio Will Hay, Graham Moffatt en Moore Marriott in de hoofdrollen als incompetente brandweerlui. De film was een regie van Marcel Varnel en werd door 20th Century Fox uitgebracht. Marriott en Moffatt speelden opnieuw de personages Jeremiah Harbottle en Albert; een jonge Charles Hawtrey speelt hierin de rol van een pedant betwetertje. Where's That Fire? werd in de Islington Studios opgenomen. De film werd jarenlang verloren gewaand, totdat in 1975 weer een exemplaar opdook.

## Verhaal
Er woedt een enorme brand in een olieraffinaderij, en alle brandweerkorpsen uit de omgeving moeten opgetrommeld worden. Kapitein Viking leidt de brandweerafdeling van Bishops Wallop, maar vult zijn dagen met het werken aan een nieuwe formule om vuur te blussen. Zijn twee brandweermannen Harbottle en Albert horen het brandalarm niet afgaan, omdat ze er een sok hebben in gestoken. Ze zitten rustig te dammen, terwijl uit de kelder weer een explosie van een van Vikings experimenten weerklinkt. Uiteindelijk worden ze door het hoofdkwartier opgebeld en bereiden ze zich voor om te vertrekken. Hun brandweervoertuig is een model uit medio 19de eeuw, dat aangedreven wordt door Percy, hun trouwe hengst. Het duurt een eeuwigheid vooraleer ze eindelijk het brandweerstation verlaten, en uiteindelijk weten ze niet meer waar de brand eigenlijk woedt. Ze raadplegen een atlas, maar geraken de weg kwijt. In een dorpje arriveren ze bij een krantenwinkel en informeren zich naar de brand die geblust moet worden. Er komt net een journalist voorbij, die hen fotografeert en hun vertelt dat de brand reeds lang gedoofd is. Iemand anders vertelt hun echter dat op dat moment het gemeentehuis van Bishops Wallop in brand staat.
De burgemeester en de leden van de gemeenteraad zitten in de ruïnes van het afgebrande gemeentehuis, met het krantenartikel over het brandweerkorps dat de weg was kwijtgeraakt. De brandweerlieden zijn er niet in geslaagd, zestien van de zeventien branden te blussen die zich het afgelopen jaar in Bishops Wallop hebben voorgedaan. De burgemeester wil hun nog een laatste kans geven. Hij moet naar Londen voor een scholing omtrent de laatste nieuwe brandblustechnieken, en nodigt Viking uit met hem mede te gaan. Viking polst in het Londense hoofdkwartier naar de mogelijkheden voor nieuwe brandblustechnieken die hijzelf eventueel zou ontwikkelen. Men antwoordt hem dat zulks een uiterst lucratieve activiteit ware. Hij ziet hoe de brandweer van het hoofdkwartier volledig gemechaniseerd is en de brandweerlieden langs palen omlaag glijden.
Kapitein Viking besluit dat hij ook een paal in zijn kazerne wil. Wat volgt, is een slapstickscène van bijna een kwartier lang. De drie pogen op alle mogelijke manieren de paal in hun kazerne binnen te krijgen, waardoor ze het straatverkeer ophouden en de ramen van een voorbijkomende auto verbrijzelen. Het verkeer zit muurvast en er verzamelt zich een massa van mensen, paarden en auto's op de straat voor de kazerne. Albert tracht de paal naar de overkant van de straat uit te schuiven en ruïneert de tegenoverliggende porseleinwinkel. In de tussentijd worden ze voortdurend door een jongeman onderbroken, die hun uitlegt dat de hoek die ze vormen geometrisch ongeschikt is om de paal perpendiculair te krijgen, hetgeen van weinig ruimtelijk inzicht getuigt. Uiteindelijk duwen ze de paal naar binnen in de kamer boven de kazerne, waar de buurman te bed ligt met zijn gebroken voet. Viking roept vijftien mannen in de kamer naar boven om de paal door de skylight te duwen, die hij echter vergeet te openen. Onderwijl kruipt het hele gezelschap over het bed waarin de zieke man ligt, die overigens net een doktersbezoek krijgt en tussen de glasscherven van de gebroken skylight ligt. Wanneer de paal ten langen leste door het dakraam heen boven het huis uittorent, kantelt ze algauw en vernielt het dak.
Wanneer de drie weer gemoedelijk in hun kazerne zitten, gooit Viking per ongeluk het bier van Albert in de kelder. Dit druppelt in de experimentele substantie waaraan hij werkt, en er ontstaat een gigantische hoeveelheid schuim, die meteen een kachelbrandje blust: bier was dus het ontbrekende element in Vikings formule. Enthousiast belt hij het hoofdkwartier om zijn nieuwe uitvinding te gaan voorstellen.
Twee Amerikanen, Jim en Hank, betreden de brandweerkazerne. Ze beweren dat ze een filmstudio vertegenwoordigen die momenteel een historische documentaire omtrent brandweerkorpsen maakt, en ze willen de oude brandweerwagen een dag uitlenen. Viking slaagt erin, hen de aanzienlijke som van £ 30 te laten betalen, waarover Harbottle en Albert meteen in ruzie liggen. Hij zegt dat ze de wagen donderdag mogen ophalen. De twee Amerikanen zijn echter geen cineasten, maar criminelen die in de Tower of London de Britse kroonjuwelen willen stelen; ze zijn namelijk aan de weet gekomen dat in geval van brand alle brandweerwagens zonder formaliteiten meteen de Tower binnen mogen rijden.
Harbottle is kwaad omdat hij zijn deel van het geld voor het uitlenen van de wagen niet krijgt, en hij wil bewijzen dat hij een goede brandweerman is; hiertoe steekt hij het tankstation in de fik, teneinde het des te efficiënter te kunnen blussen. De hele kazerne is echter door kapitein Viking willens nillens gemoderniseerd, en dat is verwarrend. Het paard Percy wordt achterstevoren voor de brandweerwagen gespannen en loopt vervolgens terug naar zijn stal. De drie moeten bijgevolg de wagen zelf trekken. Op de plaats van de brand aangekomen, zien ze dat er een knoop in de brandslang zit; Viking kan zijn nieuwe schuim dus niet uittesten waarmee de wagen gevuld is. Harbottle sluit de slang op de waterleiding in de grond aan, zo denkt hij, en Viking begint te blussen. Het is echter geen waterleiding, maar benzine. Het hele tankstation explodeert.
Nu is voor de burgemeester de maat vol: hij ontslaat het gehele brandweerkorps. Desalniettemin bereikt hem net op dat moment het bericht dat zijn huis in brand staat. De drie weigeren te gaan blussen, aangezien ze geen brandweerlieden meer zijn. Viking chanteert de burgemeester om ze hun baan terug te geven, indien ze ermee akkoord gaan zijn huis te blussen. De burgemeester stemt hiermee in, en de drie begeven zich naar de kazerne. Echter: het is donderdag, en de Amerikanen zijn er met de brandweerwagen vandoor, alsook per ongeluk met het paard. De burgemeester, wiens huis volledig in de as ligt, treedt de kazerne binnen met enkele politieagenten om de brandweerlieden te arresteren. Ze slaan op de vlucht.
Percy het paard is in Londen opgedoken, en Viking herinnert zich dat hij een afspraak had om zijn nieuwe schuim aan het hoofdkwartier van de brandweer aldaar te gaan voorstellen. Hij verkeert nog steeds in de waan dat de brandweerwagen voor een historische documentaire gebezigd wordt. Wanneer ze Percy ophalen, volgen ze het spoor van de brandweerwagen, dat hen naar de Tower of London leidt. Ze klauteren op de rug van het paard in een poging over de muur te geraken. De criminelen vatten hun roofactie aan en stichten een kleine brand in de Tower, terwijl ze rook verspreiden. Wanneer Percy het gerinkel van de brandweerwagen hoort, loopt het paard erachteraan; Viking, Albert en Harbottle vallen op de kasseien.
Viking wil zijn brandweerwagen terughebben en vraagt een inlichting aan de Grenadier Guards. Hij vindt zijn brandweerwagen daadwerkelijk terug, wanneer het hem daagt dat er een echte brand in de Tower woedt. Dit is zijn grote kans om zijn revolutionaire uitvinding te demonstreren. Hij stuit op de criminelen, die eveneens een brandweertenue dragen, en hij houdt hen voor concurrenten. Zodoende opent hij de schuimkraan.
Het laatste gedeelte van de film bestaat uit een lang gevecht met de Amerikaanse criminelen in een grote hoeveelheid wit schuim, waarbij Harbottle ettelijke criminelen met de koninklijke scepter slaat. De criminelen bezitten geweren en pogen op de brandweerlieden te schieten, maar door het zich steeds verder ophopende schuim wordt alles doordrenkt en heerst complete chaos. Uiteindelijk arriveert de politie om de misdadigers in te rekenen. De commissaris zegt dat hij graag diegenen zou ontmoeten die een dergelijke originele verijdeling hebben klaargespeeld, waarop Viking, op Percy gezeten, met Harbottle en Albert tevoorschijn komt in koninklijke tenue, getooid met de regalia en volledig onder het schuim.

## Rolverdeling
| Acteur          | Personage         |
| --------------- | ----------------- |
| Will Hay        | Kapitein Viking   |
| Graham Moffatt  | Albert            |
| Moore Marriott  | Harbottle         |
| Eric Clavering  | Hank              |
| Hugh McDermott  | Jim               |
| Charles Hawtrey | pedante jongeling |
| Peter Gawthorne | hoofdcommandant   |